# Hlibiwka
Hlibiwka (ukrainisch Глібівка; russisch Глебовка Glebowka, polnisch Meżyhory) ist ein Dorf am Ufer des Kiewer Meers in der ukrainischen Oblast Kiew mit etwa 1000 Einwohnern (2001).

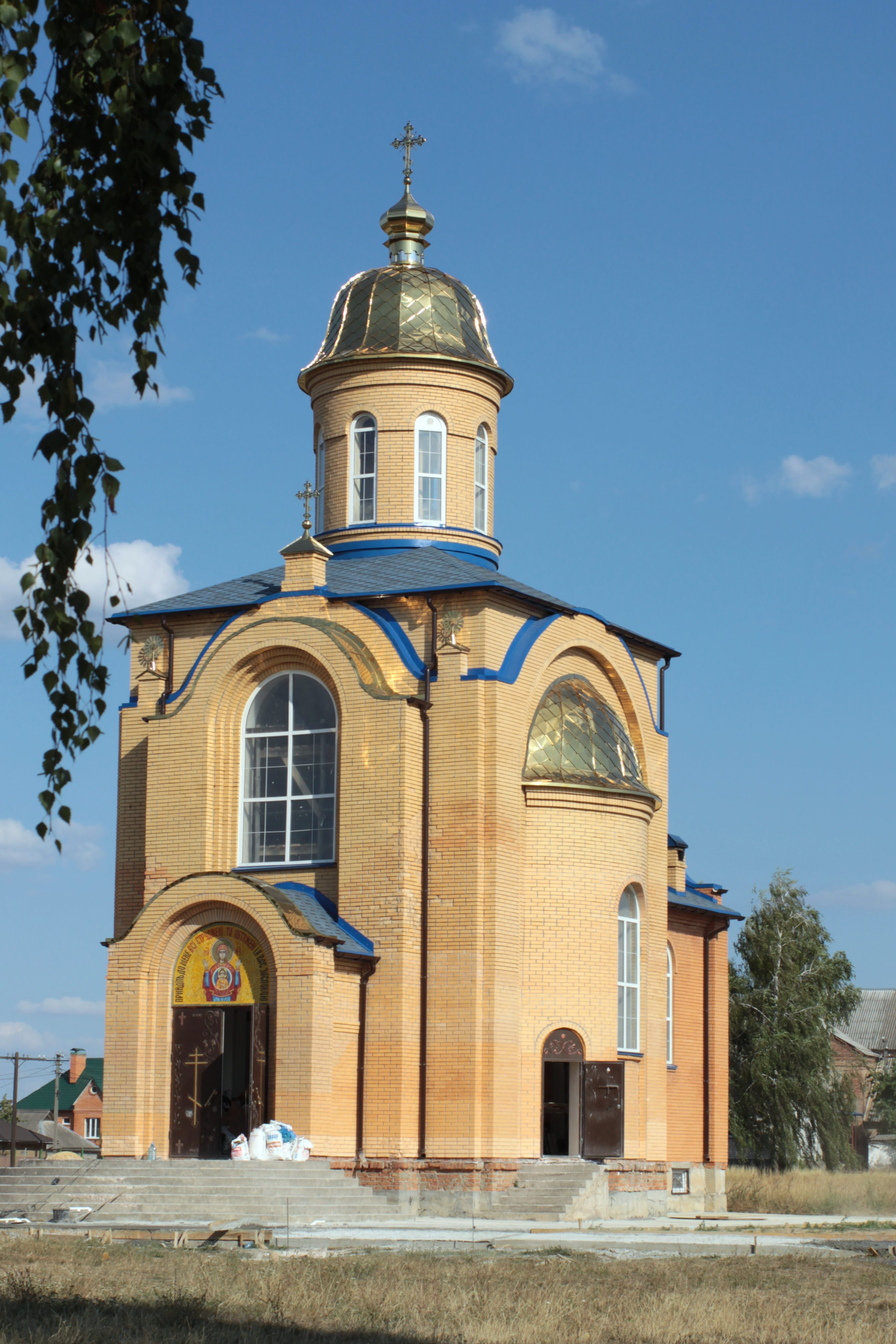
Im Bau befindliche Kirche (Stand 2015)

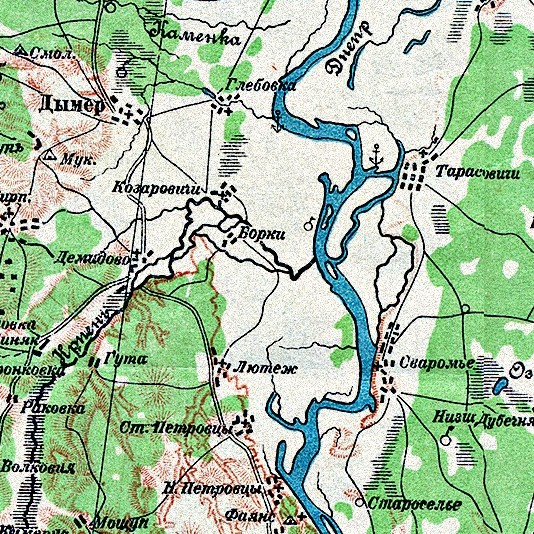
Глебовка im oberen Bildabschnitt nahe dem westlichen Dneprufer; Karte von 1926

In einem Kiefernwald beim Dorf befindet sich das 6 Hektar große Erholungszentrum Hlibiwka.
Am 12. Juni 2020 wurde das Dorf ein Teil der neugegründeten Siedlungsgemeinde Dymer, bis dahin bildete es die gleichnamige Landratsgemeinde Hlibiwka (Глібівська сільська рада/Hlibiwska silska rada) im Zentrum des Rajons Wyschhorod.

## Geografische Lage
Die Ortschaft liegt im Osten des Rajon Wyschhorod auf einer Höhe von 106 m am rechten (westlichen) Ufer des zum Kiewer Meer angestauten Dnepr, 5 km nordöstlich der, an der Regionalstraße P–02 gelegenen, Siedlung städtischen Typs Dymer, 32 km nördlich vom Rajonzentrum Wyschhorod und 47 km nördlich von Kiew.

## Geschichte
Hlibiwka gehört zu den ältesten Dörfern im Umkreis von Kiew. Das ca. 1315 gegründete Dorf hatte 1783 550 Bewohner. In der Ortschaft kam es zu Beginn des Deutsch-Sowjetischen Kriegs im August 1941 zu heftigen Kämpfen zwischen der Wehrmacht und der 121. Gewehrdivision der Roten Armee.
In den 1960er Jahren wurde mit der Stauung des Dnepr zum Kiewer Meer ein Großteil des Dorfes verlegt. Neben neuen Wohnhäuser wurde eine Futtermühle, ein Getreidespeicher, ein neues Gemeindehaus und ein Kulturhaus errichtet.